# Landkreis Nordvorpommern
Nordvorpommern var ett distrikt (Landkreis) i norra Mecklenburg-Vorpommern, Tyskland. Det låg på Östersjöns kust, och omger staden Stralsund. De angränsande distrikten var, från öst till väst, Ostvorpommern, Demmin, Güstrow och Bad Doberan.
Den 4 september 2011 sammanlades distriktet Nordvorpommern med distriktet Rügen och den dåvarande kreisfri staden Stralsund. Tillsammans bilda de distriktet Vorpommern-Rügen
Nordvorpommern hade 117 722 invånare enligt folkräkningen 2001, på en areal på 2 168 km². Huvudstad var Grimmen.

## Geografi
Kusten karaktäriseras av halvön Darss. Mellan Darss och fastlandet finns en mycket grund lagun, som precis som hela halvön är en del av nationalparken Vorpommersche Boddenlandschaft.

## Historia
Historiskt var regionen den västligaste i Pommern. Fram till 1819 var den svensk och efter det prussiskt territorium under namnet Neuvorpommern. Distriktet skapades 1994 då de tidigare distrikten Grimmen, Ribnitz-Damgarten och Stralsund slogs ihop.

## Städer och kommuner
| Städer | Ämter | Fria kommuner          |
| --- | --- | ---------------------- |
| 1. Bad Sülze¹ 2. Barth 3. Franzburg¹ 4. Grimmen 5. Marlow 6. Ribnitz-Damgarten 7. Richtenberg¹ 8. Tribsees ¹ ¹ inuti ett amt | 1. Ahrenshagen 2. Altenpleen 3. Bad Sülze 4. Barth-Land 5. Darss/Fischland 6. Franzberg-Richtenberg 7. Kronskamp 8. Miltzow 9. Niepars 10. Trebeltal 11. Tribsees | 1. Süderholz 2. Zingst |